# Tombili

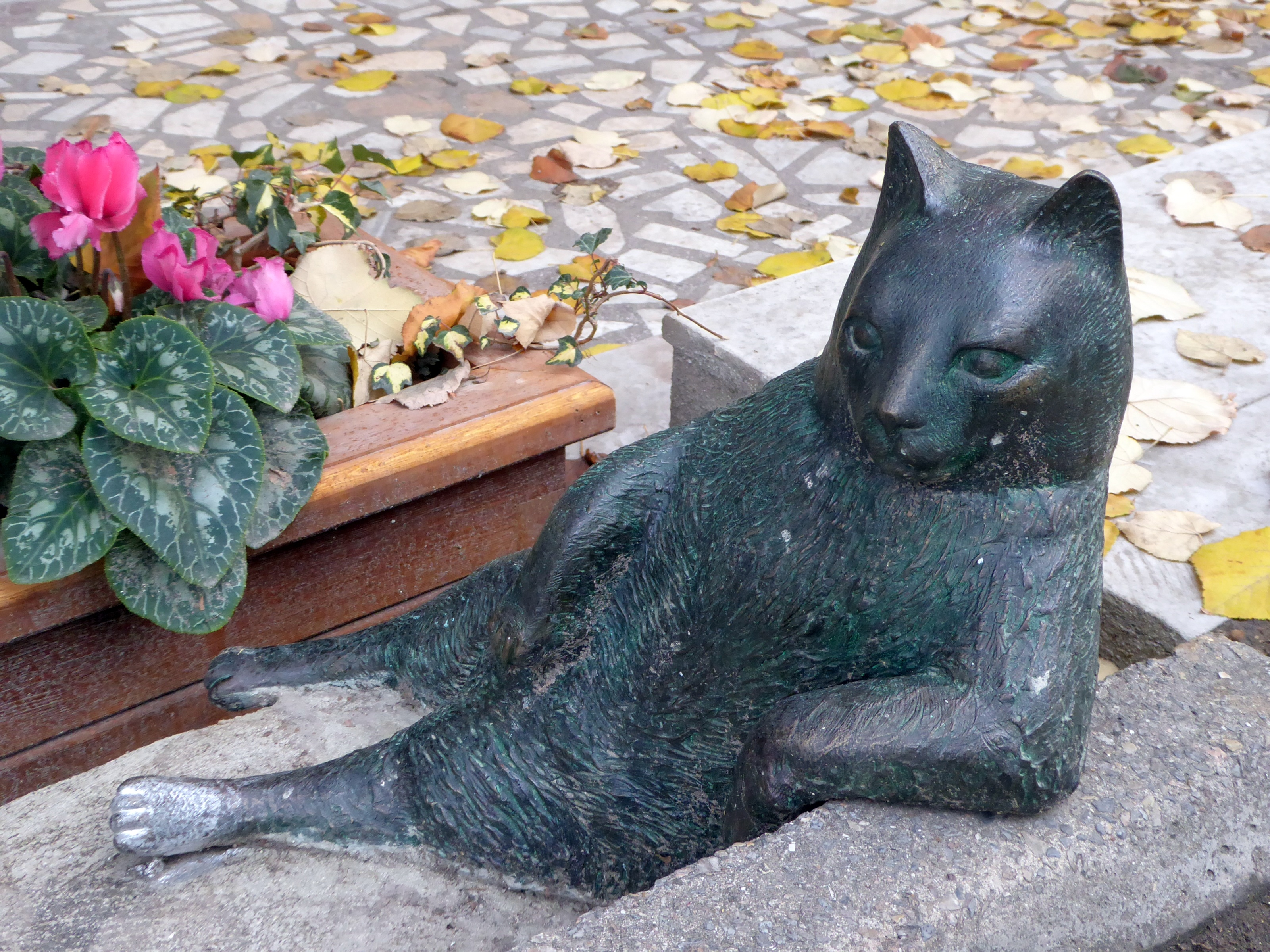
Statua in bronzo della gatta Tombili

Tombili (Istanbul, ...  – agosto 2016) è stata una gatta di strada a Istanbul.

## Storia
Tombili è stata una gatta di strada nota nel quartiere dove viveva, a Istanbul, e in seguito divenuta famosa a livello internazionale grazie a una foto che la ritraeva in una posizione particolare, appoggiata sulla schiena e con le zampe anteriori messe come metterebbe le braccia un essere umano. Le persone che la vedevano erano attirate dal suo atteggiamento e dal suo carattere, non le facevano mancare il cibo quindi non era per nulla magra.
La foto della grassa gatta appoggiata al marciapiede in una posa rilassata probabilmente è stata pubblicata per la prima volta sulla piattaforma 9GAG e da allora è stata condivisa molto rapidamente rendendo la gatta Tombili di Istanbul una celebrità su Internet. Il quotidiano turco Daily Sabah, scrive che Tombili si ammalò nel luglio 2016 e morì all'inizio del mese di agosto.
Dopo la sua morte nel 2016 la popolazione chiese ed ottenne che Tombili venisse commemorata e fu deciso di far fondere una statua che la raffigurasse e che venisse posta nel luogo che aveva amato. Essa richiama la foto che l'ha resa famosa e si trova a Ziverbey nel distretto di Kadıköy, a Istanbul. La statua fu oggetto di un furto ma in breve tempo poté tornare al suo posto.